# Municipio de Clinton (condado de Lenawee)
El municipio de Clinton (en inglés: Clinton Township) es un municipio ubicado en el condado de Lenawee en el estado estadounidense de Míchigan. En el año 2010 tenía una población de 3604 habitantes y una densidad poblacional de 76,43 personas por km².

## Geografía
El municipio de Clinton se encuentra ubicado en las coordenadas 42°3′31″N 83°56′50″O / 42.05861, -83.94722. Según la Oficina del Censo de los Estados Unidos, el municipio tiene una superficie total de 47.15 km², de la cual 46.96 km² corresponden a tierra firme y (0.41%) 0.19 km² es agua.

## Demografía
Según el censo de 2010, había 3604 personas residiendo en el municipio de Clinton. La densidad de población era de 76,43 hab./km². De los 3604 habitantes, el municipio de Clinton estaba compuesto por el 96.34% blancos, el 0.31% eran afroamericanos, el 0.44% eran amerindios, el 0.53% eran asiáticos, el 0.03% eran isleños del Pacífico, el 0.31% eran de otras razas y el 2.05% pertenecían a dos o más razas. Del total de la población el 2.16% eran hispanos o latinos de cualquier raza.